# Opuntia salmiana
Opuntia salmiana är en kaktusväxtart som beskrevs av J. Parm. och Louis Ludwig Karl Georg Pfeiffer. Opuntia salmiana ingår i släktet fikonkaktusar, och familjen kaktusväxter. Inga underarter finns listade i Catalogue of Life.

## Bildgalleri

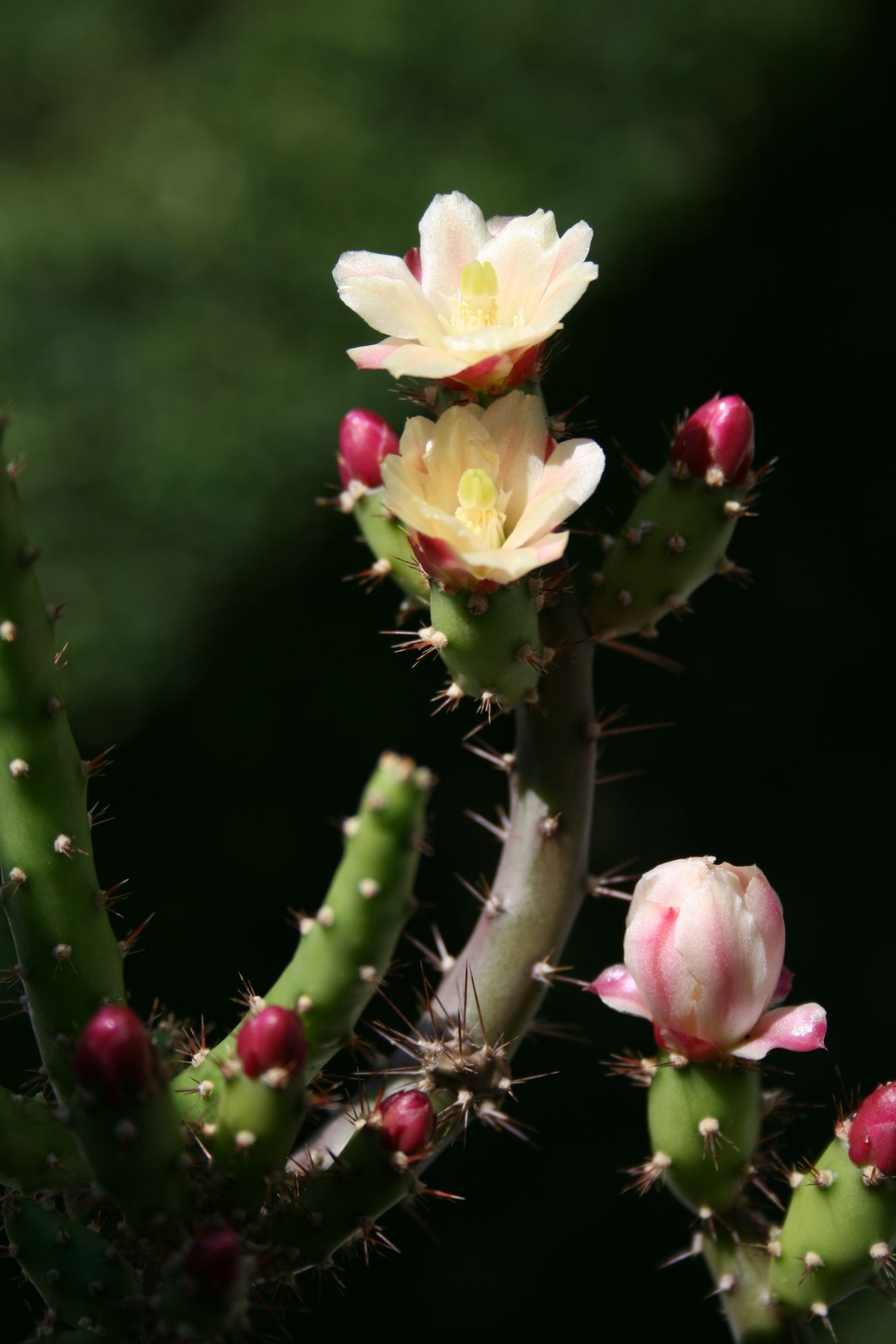
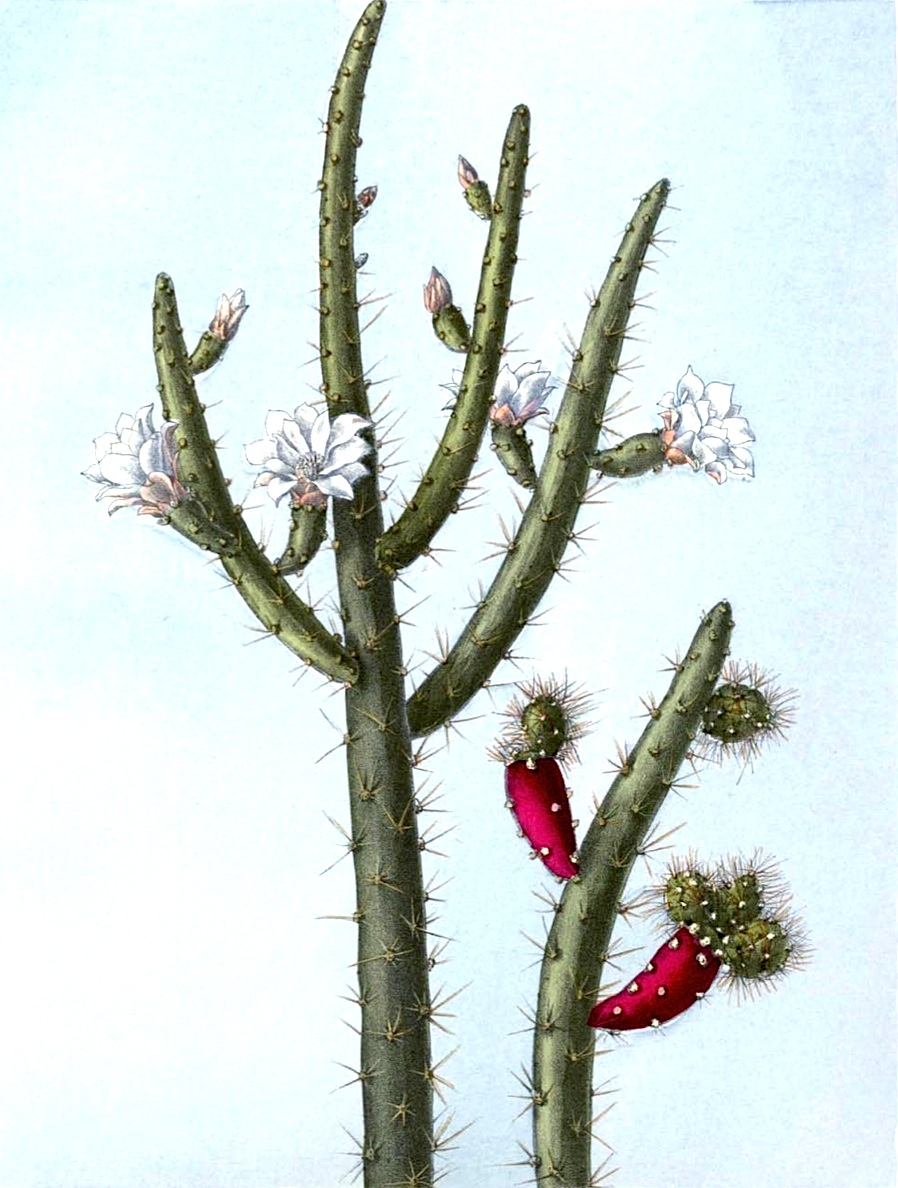
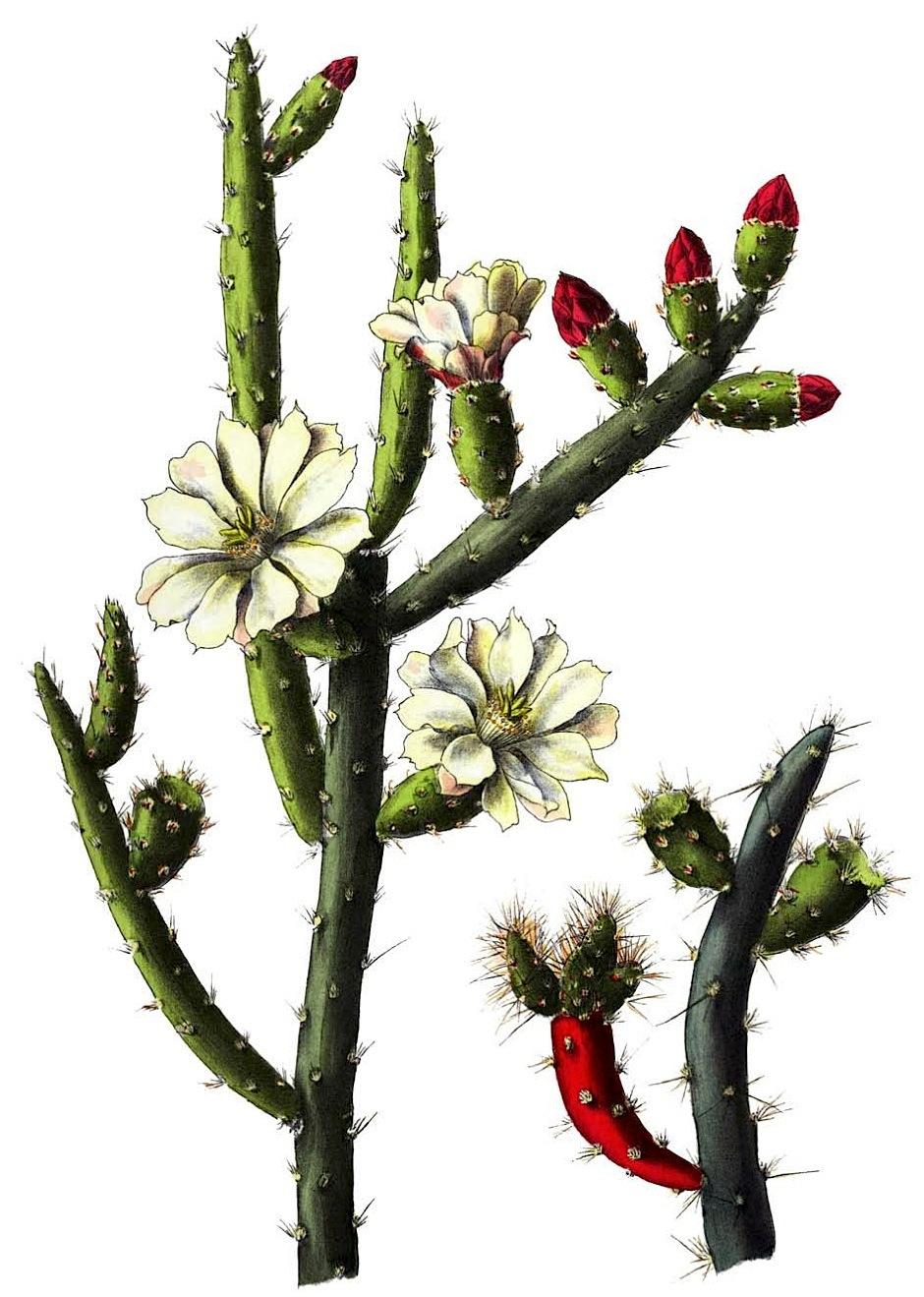
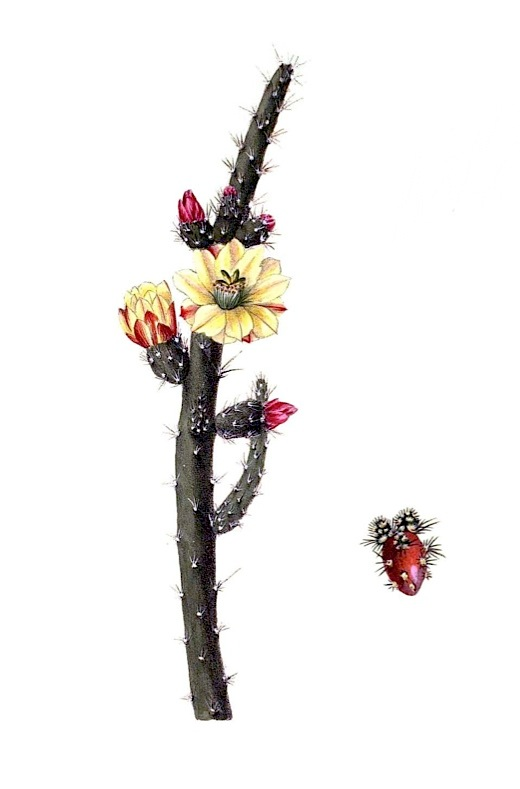
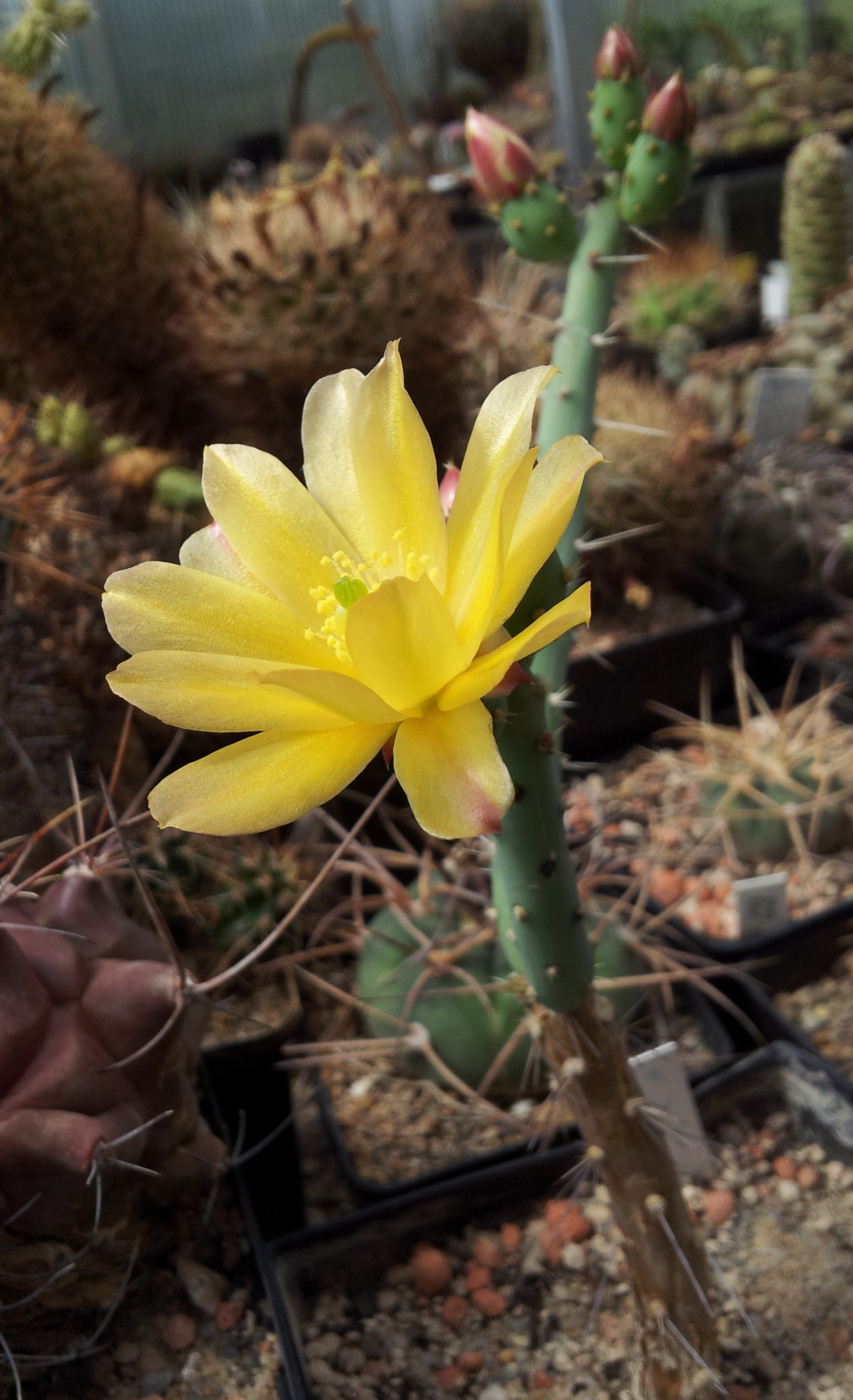